# Charles Porter (politico)
Charles Porter (Norwich, 6 settembre 1631 – Dublino, 8 dicembre 1696) è stato un politico irlandese.
Lord cancelliere d'Irlanda dal 1686, fu richiamato nel 1687 e successivamente reintegrato. Nel 1690 sottoscrisse il celebre trattato di Limerick.